# B3GAT3
Galaktozilgalaktozilksilozilprotein 3-beta-glukuronoziltransferaza 3 je enzim koji je kod ljudi kodiran genom B3GAT3.
Protein kodiran ovim genom je član porodice gena glukuroniltransferaze, enzima koji pokazuju strogu specifičnost akceptora, prepoznajući nereducirajuće terminalne šećere i njihove anomerne veze. Ovaj genski proizvod katalizuje formiranje veze glikozaminoglikan-protein putem reakcije transfera glukuronila u završnom koraku biosinteze regiona veze proteoglikana.